# Барбарис цельнокрайный
Барбарис цельнокрайный (лат. Berberis integerrima) — кустарник, вид рода Барбарис (Berberis) семейства Барбарисовые (Berberidaceae).
В России известен довольно широко в культуре: в Европейской части от Санкт-Петербурга, где подмерзает, до Черноморского побережья Кавказа. Интересен своей высотой и красивой листвой. Широко применяется для живых изгородей, обсадки берегов оросительных каналов и в полезащитных полосах.

## Распространение и экология
Ареал вида охватывает западные районы Китая, Среднюю Азию (Памиро-Алай, Тянь-Шань, Джунгарский Алатау) и Иран. Описан с Зеравшана.
Произрастает по каменистым склонам гор.

## Ботаническое описание
Крупный, сильно ветвистый кустарник высотой до 4—9 м. Ветви буроватые или пурпурные, угловатые.
Колючки обычно крепкие, простые, лишь на нижних бесплодных побегах 2—3-раздельные. Листья кожистые, обратнояйцевидные или продолговатые, длиной 4—5 см, шириной 1,3—1,8 см, цельнокрайные или почти цельнокрайные, тёмно-синевато-зелёные, блестящие; на молодых побегах листья нередко с крупными, острыми зубцами; к основанию пластинка листа клиновидно сужена в черешок.
Соцветия пазушные, в виде 12—20-цветковой кисти длиной до 5 см и более. Чашелистики и лепестки обратнояйцевидные; столбик очень короткий; рыльце, сравнительно крупное.
Ягоды обратнояйцевидные или продолговатые, пурпурно-красные, с налётом, длиной 7—8 мм. В 1 кг 5 тыс. плодов, или 71,5 тыс. семян.
Цветёт в апреле — июне. Плодоносит в сентябре — октябре.

## Таксономия
Вид Барбарис цельнокрайный входит в род Барбарис (Berberis) трибы Барбарисовые (Berberideae) подсемейства Барбарисовые (Berberidoideae) семейства Барбарисовые (Berberidaceae) порядка Лютикоцветные (Ranunculales).
|  |                       |  |                                          |                                          |                           |  | ещё 1 подсемейство (согласно Системе APG II) | ещё 1 подсемейство (согласно Системе APG II) |                                       |  |  |  | ещё 11—14 родов         | ещё 11—14 родов            |  |  |
|  |                       |  |                                          |                                          |                           |  | ещё 1 подсемейство (согласно Системе APG II) | ещё 1 подсемейство (согласно Системе APG II) |                                       |  |  |  | ещё 11—14 родов         | ещё 11—14 родов            |  |  |
|  |                       |  |                                          | семейство Барбарисовые                   |                           |  |                                              |                                              | триба Барбарисовые                    |  |  |  |                         | вид Барбарис цельнокрайный |  |  |
|  |                       |  |                                          | семейство Барбарисовые                   |                           |  |                                              |                                              | триба Барбарисовые                    |  |  |  |                         | вид Барбарис цельнокрайный |  |  |
|  | порядок Лютикоцветные |  |                                          |                                          | подсемейство Барбарисовые |  |                                              |                                              | род Барбарис                          |  |  |  |                         |                            |  |  |
|  | порядок Лютикоцветные |  |                                          |                                          |                           |  |                                              |                                              |                                       |  |  |  |                         |                            |  |  |
|  |                       |  | ещё 9 семейств (согласно Системе APG II) | ещё 9 семейств (согласно Системе APG II) |                           |  |                                              | ещё 1 триба (согласно Системе APG II)        | ещё 1 триба (согласно Системе APG II) |  |  |  | ещё от 450 до 600 видов |                            |  |  |
|  |                       |  |                                          | ещё 9 семейств (согласно Системе APG II) |                           |  |                                              |                                              | ещё 1 триба (согласно Системе APG II) |  |  |  |                         |                            |  |  |